# Norwegian Gem
Die Norwegian Gem ist ein im Herbst 2007 fertiggestelltes Kreuzfahrtschiff der Jewel-Klasse der Norwegian Cruise Line. Es entspricht der Panamax-Größe und entstand auf der  Meyer Werft in Papenburg. Es handelt sich um das vierte Schiff der Jewel-Klasse.

## Geschichte

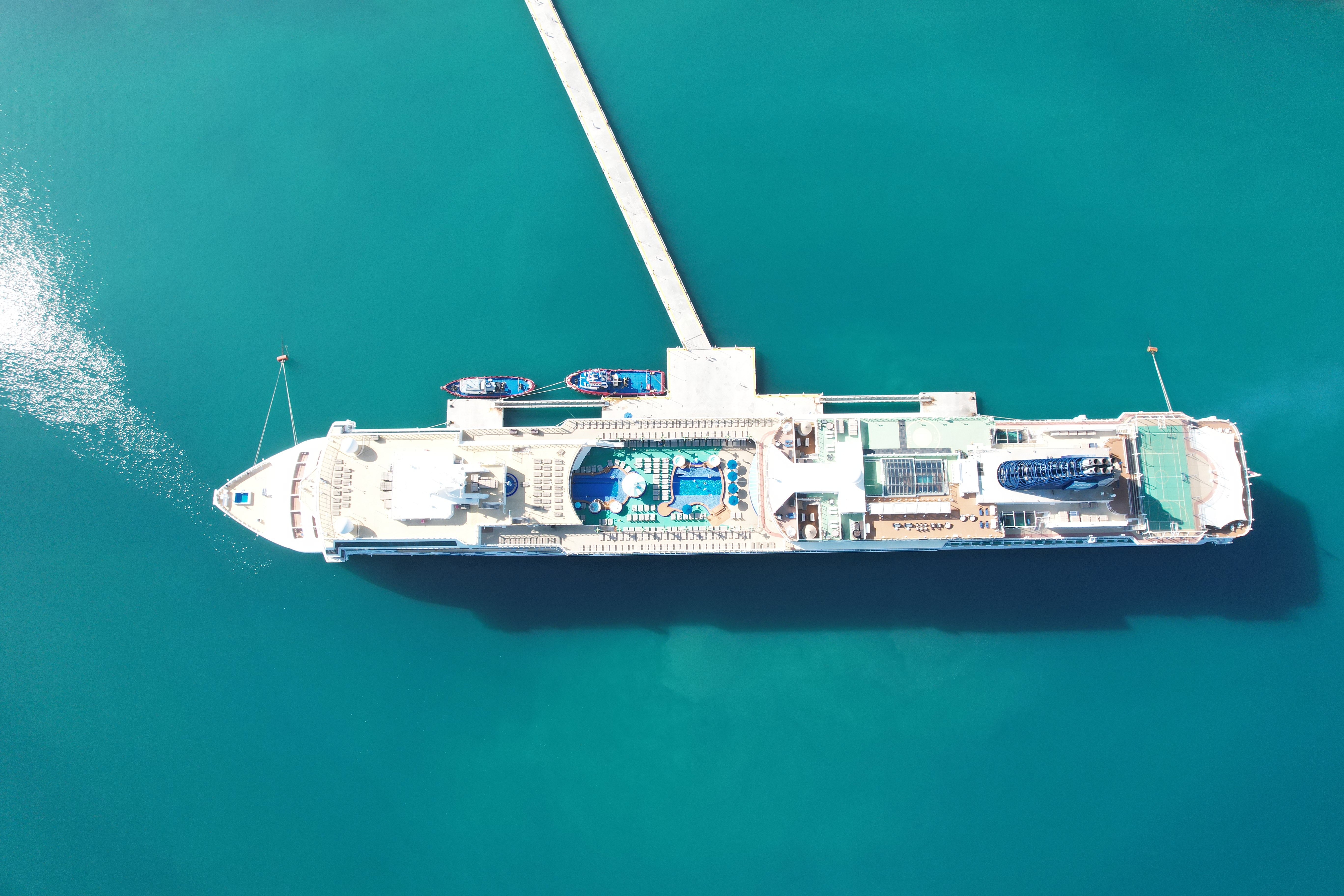
Ansicht von oben (2022)

Das Schiff wurde am 3. Mai 2005 von der Norwegian Cruise Line bei der Meyer Werft bestellt. Am 17. Juni 2006 wurde in der Meyer Werft in Papenburg der erste der 67 Blöcke in die Werfthalle gehoben. Am 12. August 2007 wurde das Schiff ausgedockt. Am Abend des 15. September 2007 verließ das Schiff Papenburg und wurde mittels Emssperrwerk in die Nordsee überführt.  Hierfür wurde die Ems auf 55 Zentimeter über dem normalen Tidehochwasser aufgestaut. Am 16. September 2007 traf die Norwegian Gem zunächst in Emden ein und erreichte nach insgesamt 14-stündiger Fahrt am Mittag des 16. September Emshaven. Die Norwegian Gem wurde am 1. Oktober 2007 im niederländischen Eemshaven an die Reederei Norwegian Cruise Line abgeliefert.

## Daten
Für Vortrieb und Elektrizität sorgen fünf MAN-Dieselmotoren, die direkt an Stromgeneratoren gekoppelt sind. Diese wiederum versorgen das Bordnetz und die beiden elektrischen Azipod-Antriebsgondeln. In Kombination mit drei Bugstrahlrudern ist das Schiff dadurch für seine Größe äußerst wendig.
Das Schiff ist mit etwa 93.500 BRZ vermessen. Es erreicht eine Geschwindigkeit von 25 Knoten und gehört zu den größten und schnellsten Kreuzfahrtschiffen der Panamax-Klasse weltweit.

## Einsatz
Die Norwegian Gem fährt im Winter ab New York in die Karibik, im Sommer ab Boston nach Bermuda und Neuengland.

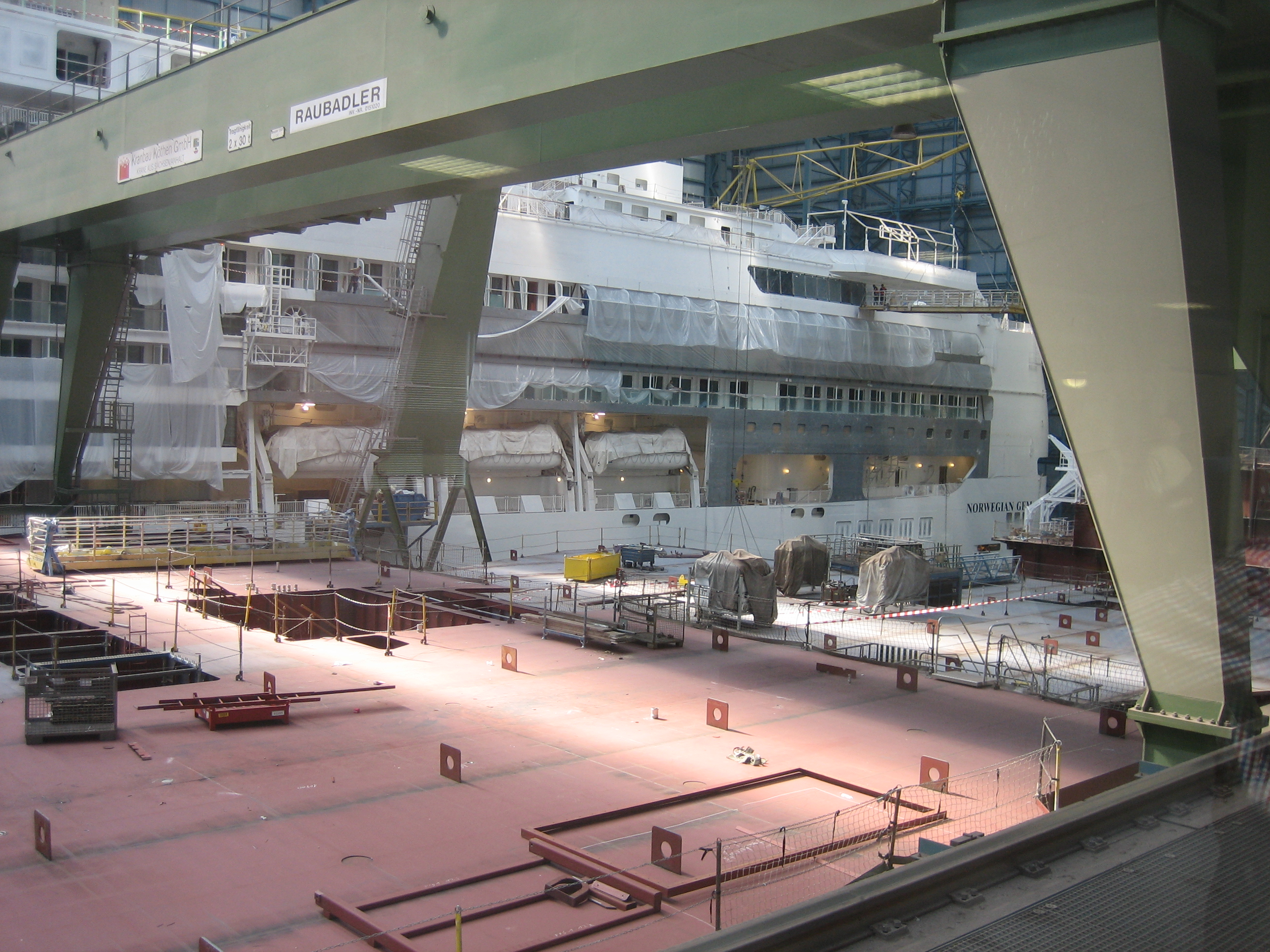
Die im Bau befindliche Norwegian Gem in der Meyer Werft, Papenburg
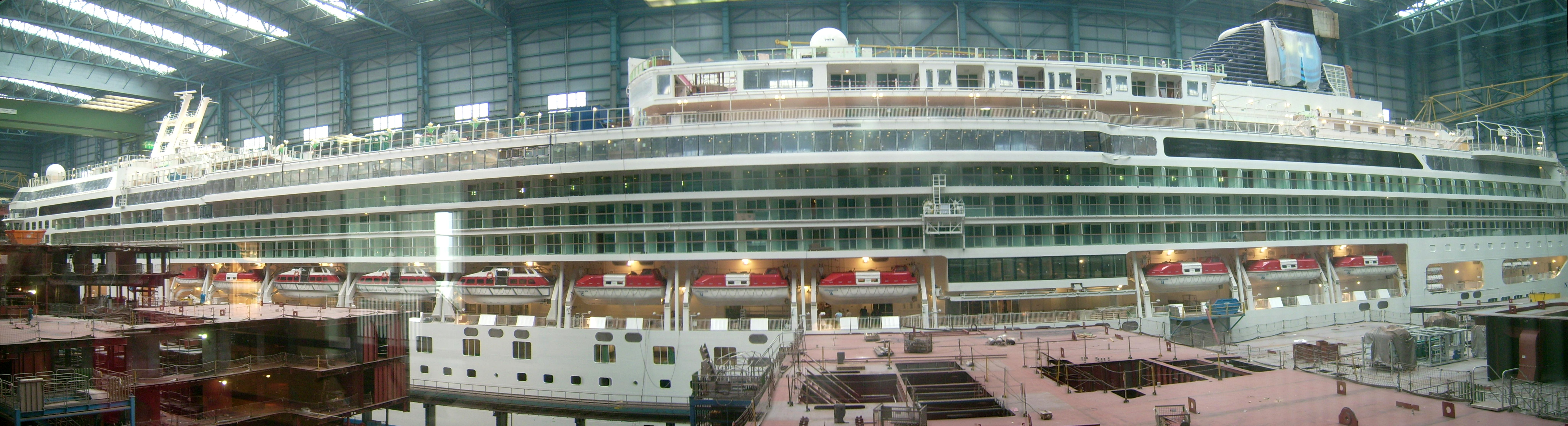
Norwegian Gem kurz vor der Fertigstellung
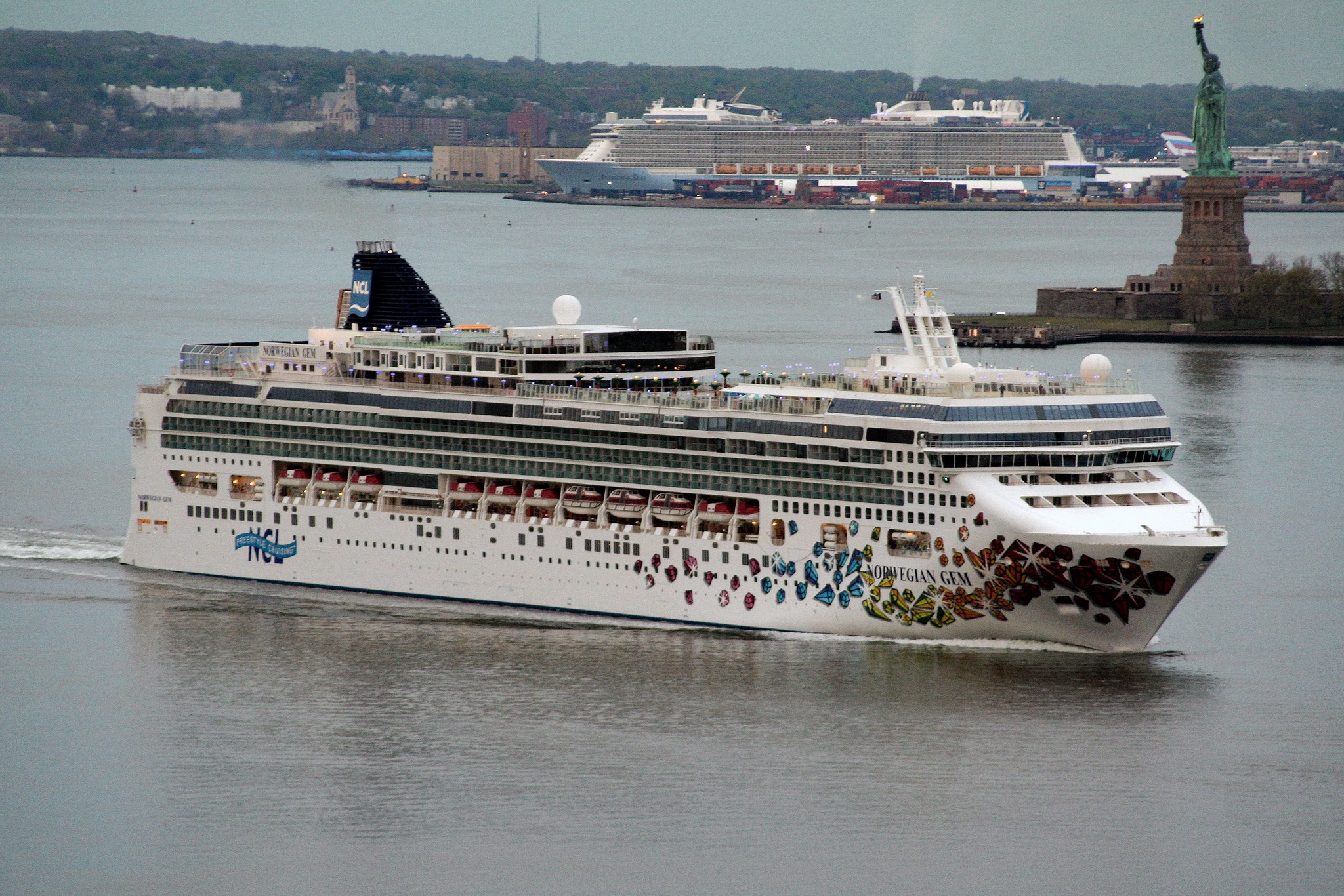
Norwegian Gem auf dem Hudson River vor New York City (2016)
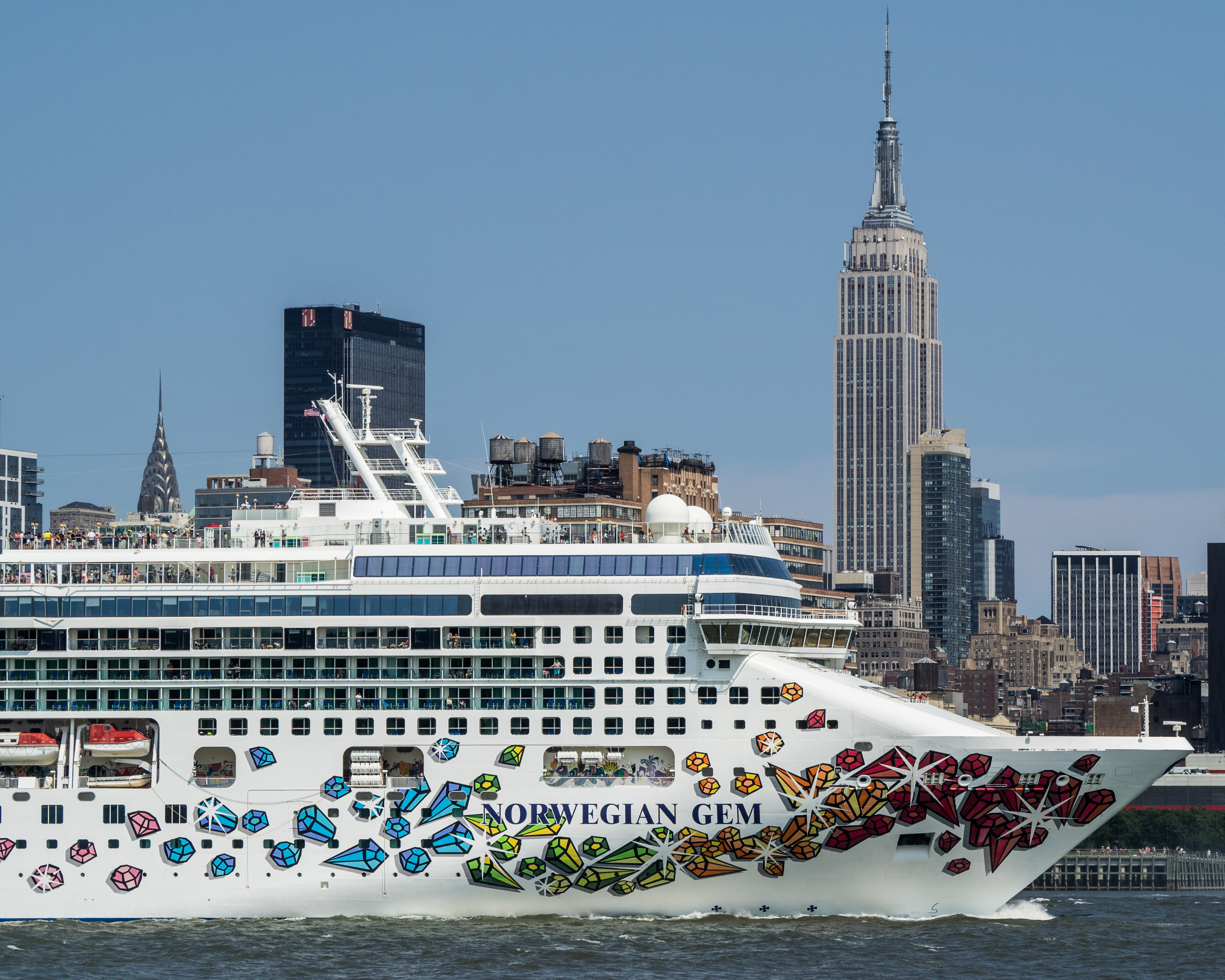
Norwegian Gem in New York City (2014)
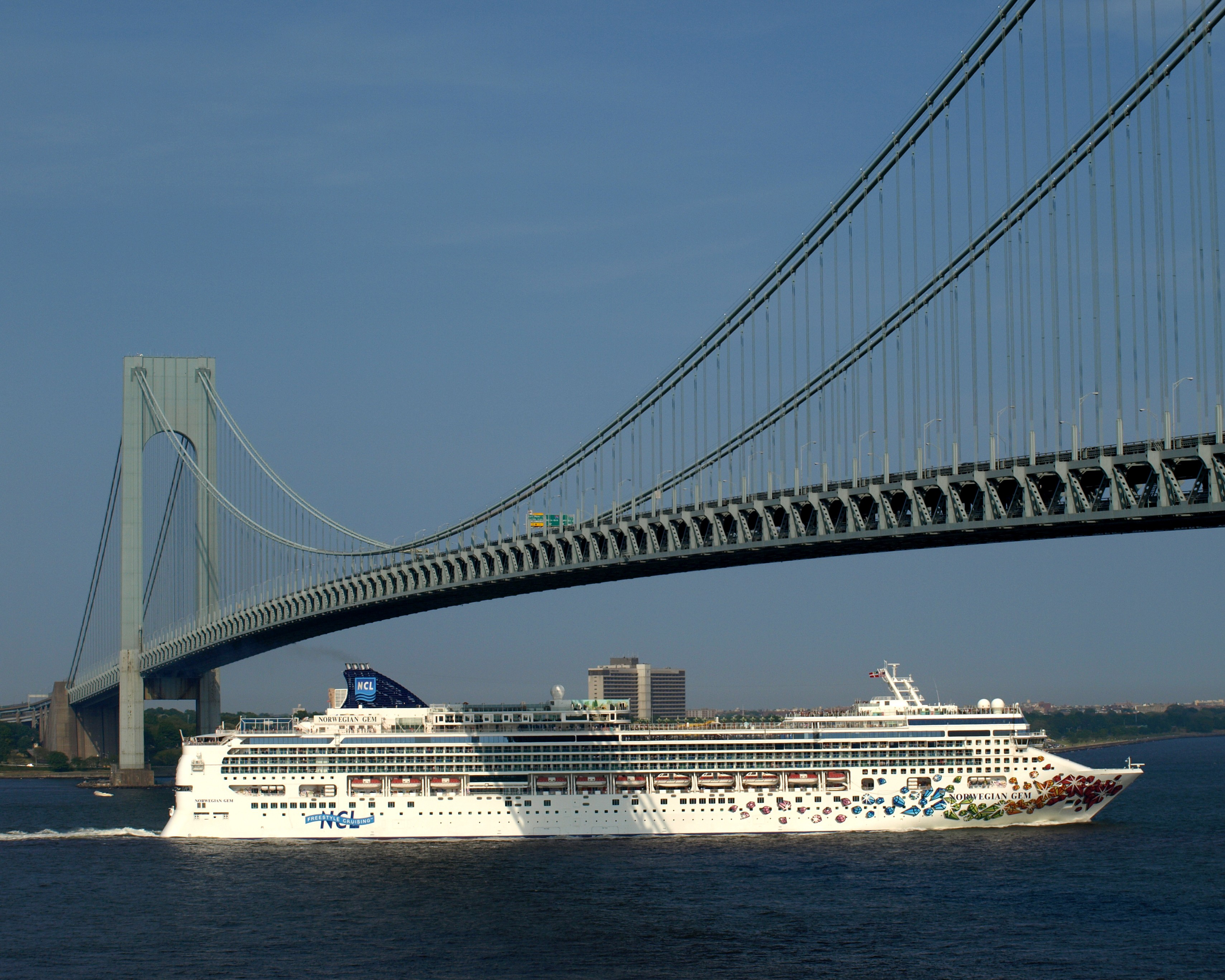
Norwegian Gem bei der Verrazzano-Narrows Bridge in New York City (2011)